# U19-Europamästerskapet i handboll för damer
U19-Europamästerskapet i handboll för damer spelas sedan 1996.

## Resultat
| År   | Värdnation    | Final         | Final    | Final             | Match om tredjepris        | Match om tredjepris | Match om tredjepris |
| År   | Värdnation    | Vinnare       | Resultat | Tvåa              | Trea                       | Resultat            | Fyra                |
| ---- | ------------- | ------------- | -------- | ----------------- | -------------------------- | ------------------- | ------------------- |
| 1996 | Polen         | Danmark U20   | 24 – 23  | Ukraina U20       | Ryssland U20               | 22 – 19             | Norge U20           |
| 1998 | Slovakien     | Rumänien U20  | 33 – 24  | Litauen U20       | Ryssland U20               | 28 – 27             | Turkiet U20         |
| 2000 | Frankrike     | Rumänien U20  | 30 – 28  | Ryssland U20      | Kroatien U20               | 25 – 23             | Sverige U20         |
| 2002 | Finland       | Ryssland U20  | 25 – 24  | Ungern U20        | Spanien U20                | 27 – 19             | Nederländerna U20   |
| 2004 | Tjeckien      | Ryssland U20  | 25 – 24  | Norge U20         | Serbien och Montenegro U20 | 39 – 28             | Frankrike U20       |
| 2007 | Turkiet       | Danmark U20   | 29 – 19  | Spanien U20       | Rumänien U20               | 36 – 31             | Sverige U20         |
| 2009 | Ungern        | Norge U20     | 29 – 27  | Ungern U20        | Ryssland U20               | 29 – 24             | Tyskland U20        |
| 2011 | Nederländerna | Danmark U20   | 29 – 27  | Nederländerna U20 | Österrike U20              | 34 – 28             | Serbien U20         |
| 2013 | Danmark       | Ryssland U20  | 36 – 28  | Ungern U20        | Danmark U20                | 33 – 22             | Norge U20           |
| 2015 | Spanien       | Danmark U20   | 29 – 26  | Ryssland U20      | Sverige U20                | 25 – 24             | Ungern U20          |
| 2017 | Slovenien     | Frankrike U20 | 31 – 26  | Ryssland U20      | Danmark U20                | 28 – 26             | Ungern U20          |
| 2019 | Ungern        | Ungern U20    | 27 – 20  | Nederländerna U20 | Norge U20                  | 29 – 26             | Ryssland U20        |
| 2021 | Slovenien     | Ungern U20    | 31 – 22  | Ryssland U20      | Frankrike U20              | 30 – 29             | Sverige U20         |
| 2023 | Rumänien      | Ungern U20    | 35 – 26  | Danmark U20       | Rumänien U20               | 39 – 32             | Portugal U20        |
| 2025 | Montenegro    |               |          |                   |                            |                     |                     |